# Giampaolo Farci
Giampaolo Farci (ur. 1 lipca 1937 w Cagliari, zm. 24 stycznia 2023 tamże) – włoski hokeista na trawie, olimpijczyk.
Grał na pozycji lewoskrzydłowego. Wystąpił na Letnich Igrzyskach Olimpijskich 1960 w jednym spotkaniu. Zagrał w pojedynku fazy grupowej, w którym Włosi przegrali z Francuzami 0–2. Ostatecznie reprezentacja gospodarzy zakończyła turniej na 13. pozycji wśród 16 startujących zespołów.
Mistrz Włoch w latach 1953, 1956, 1958 i 1960. Członek Włoskiej Galerii Sław Hokeja na Trawie.